# 兵庫県南部地震

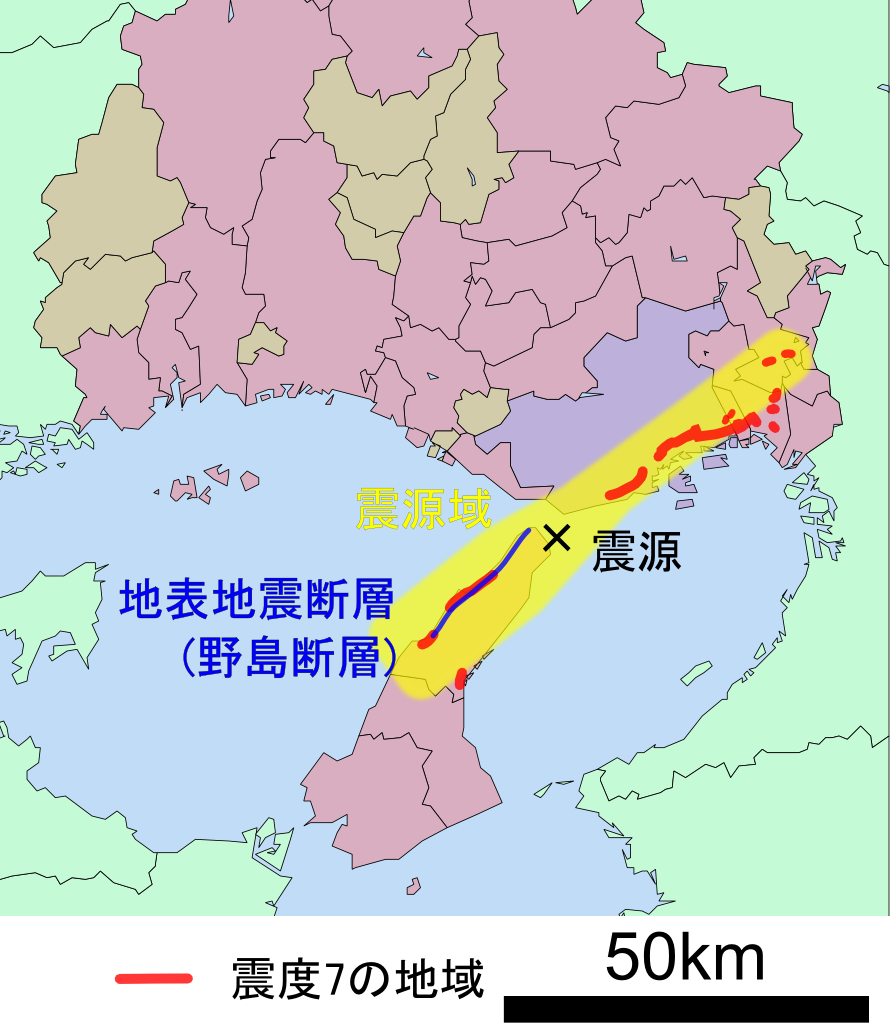
震度7の地域
震央の位置
震源域
露出した野島断層

兵庫県南部地震（ひょうごけんなんぶじしん）は、兵庫県南部を震源として1995年（平成7年）1月17日午前5時46分に発生した地震。兵庫県南部を中心に甚大な被害と発生当時戦後最多となる死者を出す阪神・淡路大震災を引き起こした。日本で初めての大都市の直下を震源とする大地震で、気象庁の震度階級に震度7が導入されてから初めて最大震度7が記録された地震である。地震の震源は野島断層（六甲・淡路島断層帯の一部）付近で、地震により断層が大きく隆起して地表にも露出している。
なお、1996年（平成8年）9月30日まで運用されていた旧震度階級では最初で最後の震度7（激震）が記録された地震で、機械計測ではなく現地調査によって震度7と判定された。1996年4月以降は、観測員の体感での震度決定ではなく、より客観的とされる機械計測での震度観測に完全移行している。
平成時代に三大都市圏内で震度7を記録した唯一の地震である。

## 名称
地震が発生した1月17日の午前10時に、政府は「兵庫県南部地震非常災害対策本部」の設置を決定した。午前11時、気象庁は当地震を「平成7年（1995年）兵庫県南部地震」（英: the 1995 Southern Hyogo Prefecture Earthquake）と命名した。そして、政府はこの地震によって発生した大規模な災害（震災）について、「阪神・淡路大震災」（はんしん・あわじだいしんさい）と命名している。そのため、両者（自然現象としての「地震」と、それにより引き起こされた「震災」）は厳密には区別されるべき語である。

## 本震
- 発生時刻：1995年（平成7年）1月17日 午前5時46分51.8秒（JST）[1]
- 震央：淡路島北部・明石海峡付近（北緯34度35.9分 東経135度02.1分 / 北緯34.5983度 東経135.0350度[1]）[注 2]
- 震源の深さ：16km
- 地震の規模：M7.3（Mw6.9）[注 3]
- 発震機構：東西方向に圧力軸を持つ横ずれ断層型[9]
- 揺れの持続時間：約15秒[10]
- 最大震度：震度7
- 最大加速度：891gal [11]

### 各地の震度
現地調査により震度7と判定された地域、および震度4以上の揺れを観測した地域は以下の通り。当時は計測震度計による震度観測は震度6までであり、震度7は適用外（現地調査により判定）であった。なお、計測震度の正式導入は1996年4月以降であり、当時の計測震度は速報のための試験導入段階で、計測された震度が状況と合わない、又は震度計が故障した場合は職員が震度を判定して修正した（例：洲本）。地名は当時のもの。
| 震度                                    | 都道府県 | 市町村                                                                                                 |
| --------------------------------------- | -------- | --- |
| 7                                       | 兵庫県   | 神戸市 (東灘区・灘区・中央区・兵庫区・長田区・須磨区) ・西宮市・芦屋市・宝塚市・津名町・北淡町・一宮町 |
| 6                                       | 大阪府   | 大阪市 (西淀川区)・豊中市・池田市                                                                      |
| 6                                       | 兵庫県   | 神戸市 (垂水区・北区・西区)・尼崎市・明石市・伊丹市・川西市・淡路町・東浦町・五色町                    |
| 震度6以上、気象庁の現地調査を基に作成。 |          | |

| 震度                                                        | 都道府県 | 観測所                 |
| ----------------------------------------------------------- | -------- | ---------------------- |
| 6                                                           | 兵庫県   | 神戸 (中央区)・洲本    |
| 5                                                           | 滋賀県   | 彦根                   |
| 5                                                           | 京都府   | 京都（中京区)          |
| 5                                                           | 兵庫県   | 豊岡                   |
| 4                                                           | 福井県   | 敦賀・福井             |
| 4                                                           | 岐阜県   | 岐阜                   |
| 4                                                           | 三重県   | 上野・津・四日市       |
| 4                                                           | 滋賀県   | 多賀                   |
| 4                                                           | 京都府   | 舞鶴                   |
| 4                                                           | 大阪府   | 大阪 (中央区)          |
| 4                                                           | 兵庫県   | 姫路・加西・美方       |
| 4                                                           | 奈良県   | 奈良                   |
| 4                                                           | 和歌山県 | 南部川・高野山・和歌山 |
| 4                                                           | 鳥取県   | 境・鳥取               |
| 4                                                           | 岡山県   | 岡山・津山             |
| 4                                                           | 広島県   | 呉・福山 (松永)        |
| 4                                                           | 徳島県   | 相生・徳島             |
| 4                                                           | 香川県   | 多度津・坂出・高松     |
| 4                                                           | 高知県   | 高知                   |
| 上記の他に、福島県から鹿児島県の範囲で震度1以上を観測した。 |          |                        |

以下は気象庁の他、大阪ガス・鉄道総合技術研究所・港湾技術研究所・関西地震観測研究協議会などによる強震記録を基に計測震度を算出したものである。
| 震度 | 都道府県 | 観測所 |
| ---- | -------- | --- |
| 7    | 兵庫県   | 神戸港第8突堤・葺合供給所 |
| 6強  | 兵庫県   | JR鷹取駅・JMA神戸海洋気象台・神戸駅前ビル・新神戸変電所・JR宝塚駅・本山第1小学校・西宮                                                                                        |
| 6弱  | 大阪府   | 猪名川 |
| 6弱  | 兵庫県   | 関電総合技術研究所・ポートアイランド・東神戸大橋・神戸港工事事務所・NTT神戸・JR西明石駅・JR新神戸駅・尼崎港・六甲アイランド・竹谷小学校・尼崎高架橋・阪急六甲変電所・神戸大学 |

### 地震動
- 神戸海洋気象台の観測記録の分析（実測データではない）によると最大加速度848ガル、最大速度105カイン、最大変位27cmである（実測値：3成分合成 891ガル・南北動 818ガル・東西動 617.3ガル・上下動 332.2ガル）[11][注 4]。
- 六甲アイランドにある竹中工務店の地震計は横揺れ319ガルに対し縦ゆれは507ガル、神戸市東難区の神戸大学地下の観測では縦ゆれ367ガル、横揺れ300ガルだった。
- 各地の主な加速度（ガル）
  - 葺合833、西宮792、本山775、鷹取616、宝塚601、新神戸561、西明石481、神戸大447、尼崎328

神戸海洋気象台(6.43)、大阪ガス葺合供給所(6.49または6.6)および、JR鷹取駅（JR総合技術研究所）(6.48)の強震記録から算出される計測震度は何れも6.5（震度7）に近い値を示しているが、これらの内、震度7と判定された地域内にあるのはJR鷹取であり周辺の家屋全壊率は59%にものぼるが、葺合は20-35%でボーダーライン、海洋気象台は全く震度7領域の範囲外で家屋全壊率は3%程度であった。つまり計測震度は必ずしも実際の被害状況を忠実に表しているわけではない。これは、地震動の弾性加速度応答スペクトルの内、特に家屋に被害をもたらしやすい周期1秒から2秒の成分がJR鷹取において最も大きく、海洋気象台ではこの成分がJR鷹取の半分程度でしかなかったことによる。同様に東北地方太平洋沖地震で計測震度6.6を観測した栗原市築館は周期が0.25秒前後の加速度応答スペクトルは2,700galと非常に大きかったが、周期1秒から2秒の成分は葺合の1/4程度であったため、周辺の倒壊家屋は無かった。

### 津波
気象庁は本地震発生後間もなく、各予報区に「ツナミナシ」の津波注意報（なし）を出した。顕著な津波も見られず、津波被害は報告されていないが、各検潮所の記録を解析した結果、淡路島の江井で最大振幅68cm、大阪の深日で同40cmなど、小規模な津波が発生していたことが明らかになった。今村・飯田の津波規模では m = -2 であり、地震の規模に対し2段階ほど小規模なものであった。
堺、泉北および四国側では験潮記録が押し波で始まり、洲本、和歌山および播磨灘側の東二見および広畑は引き波の初動であった。この播磨灘側の引き波初動は本地震において野島断層の西側が沈降した事実と調和的であった。

## 被害
兵庫県南部地震は、人口350万人余が密集する大都市の直下で発生した「都市直下型地震」であったため、甚大な被害をもたらした。死者は発生当時戦後最多となる6,434人、行方不明者は3人、負傷者は43,792人に上り、689,776棟の建物が被害を受け、被害総額は約10兆円に達した。戦後の国内災害では、2011年（平成23年）3月11日の東北地方太平洋沖地震（東日本大震災）に次ぐ被害であり、大都市の地震災害に対する脆弱さが露呈した典型的な例となった。
| 順位 | 名称                                 | 発生日         | 死者・行方不明者数（人） | 規模（M） |
| ---- | ------------------------------------ | -------------- | ------------------------ | --------- |
| 1    | 関東地震（関東大震災）               | 1923年9月1日   | 105,385                  | 7.9       |
| 2    | 東北地方太平洋沖地震（東日本大震災） | 2011年3月11日  | 22,312                   | 9.0       |
| 3    | 明治三陸地震                         | 1896年6月15日  | 21,959                   | 8.2       |
| 4    | 濃尾地震                             | 1891年10月28日 | 7,273                    | 8.0       |
| 5    | 兵庫県南部地震（阪神・淡路大震災）   | 1995年1月17日  | 6,437                    | 7.3       |
| 6    | 福井地震                             | 1948年6月28日  | 3,769                    | 7.1       |
| 7    | 昭和三陸地震                         | 1933年3月3日   | 3,064                    | 8.1       |
| 8    | 北丹後地震                           | 1927年3月7日   | 2,912                    | 7.3       |
| 9    | 三河地震                             | 1945年1月13日  | 1,961                    | 6.8       |
| 10   | 昭和南海地震                         | 1946年12月21日 | 1,443                    | 8.0       |

## メカニズムと構造

### 起震断層

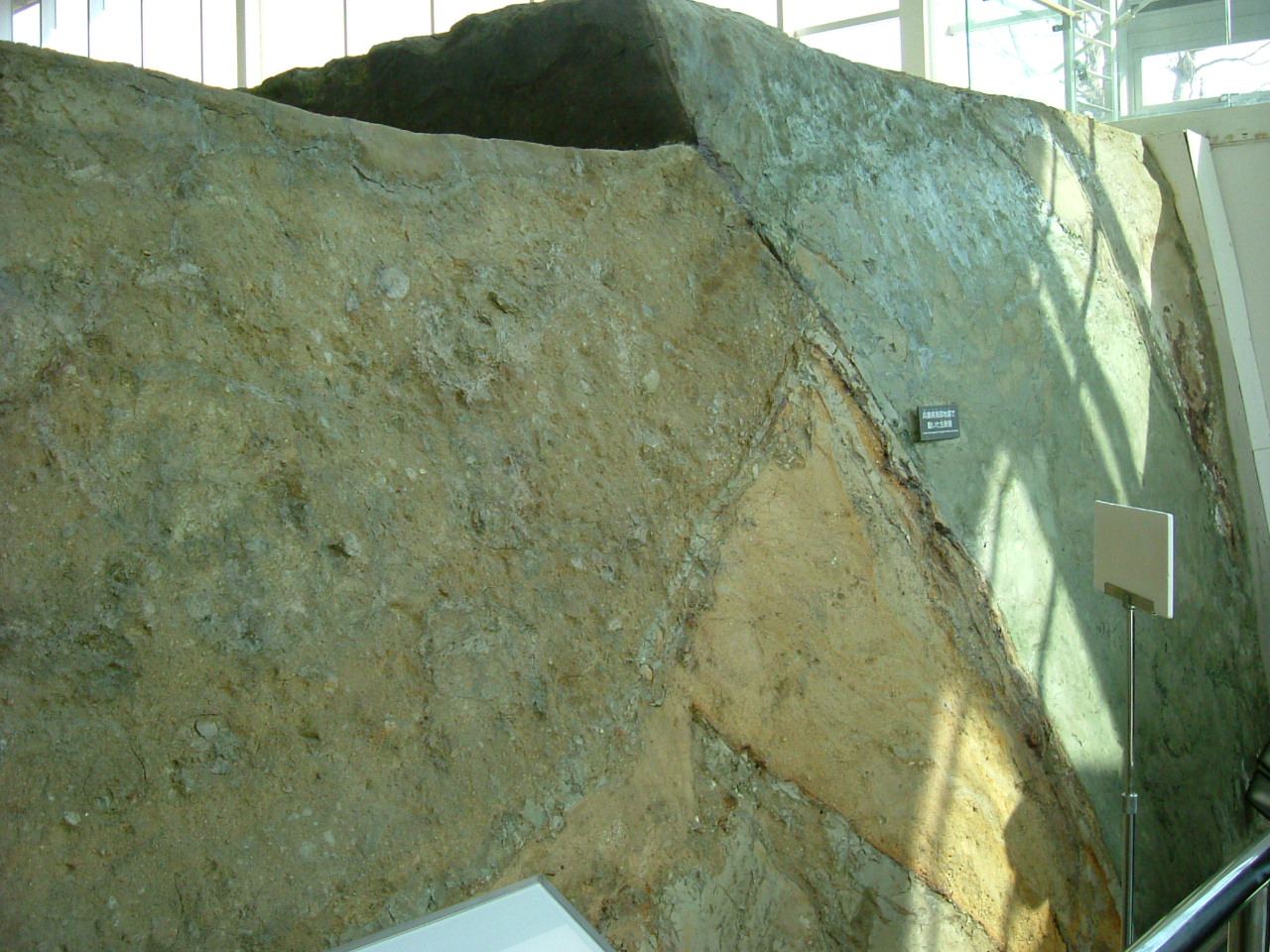
野島断層

地震前後の測地データの解析および余震の分布などから、兵庫県南部地震を起こした断層は「六甲・淡路島断層帯」で、断層帯南部の淡路島北側の江井崎から伊丹市中心部付近まで南西から北東に伸びる淡路区間と呼ぶ約50km、深さ約5kmから18kmの断層面であった。この断層面の南西の端から始まった断層のずれは、約10秒間で断層全体に広がり激しい揺れを引き起こしたと推定されている
断層面の真上に当たる帯状の地域を概観すると淡路島北部では、地下の六甲-淡路断層帯のずれが地上にまで明瞭に現れ、野島断層のずれが地表に現れたが、走方向の異なる野島断層の南側にある志筑断層は活動をしていない。一方、本州の神戸市南部では堆積層に隠されたため地面の亀裂が見られた程度で明瞭な断層面は地表には現れなかった。しかし、堆積層下の断層に沿った神戸市須磨区から西宮市の地上には幅1km長さ20kmの『震災の帯』と呼ばれる帯状の被害集中域が生じ、その地域の揺れが特に激しかったことを示している。この被害の『震災の帯』は六甲・淡路島断層の真上ではなく、未知の活断層による物とする説と盆地境で生成された表面波や回折波と増幅干渉効果が原因とする説があり、縄文海進より海岸側の沖積平野に集中している。

### 本震の解析
振動データの解析結果より、約10秒間の本震は複数のサブイベントからなる多重震源地震であった。解析結果はいくつかあり、
1. 釜江ら(1997) - 3つのサブイベントで「最初に動いたのは明石海峡直下、次いで淡路島側が動き、最後に神戸市側が動いた」とする説[36][37][38]
2. 松島ら(2000) - 4つのサブイベントとする説[38]
3. 平井、釜江(2006)らは解析を重ね1997年に3つとしていた解析を5つのサブイベントとする説[39]
などである。

周辺の測量結果からは、5つのサブセグメントの断層モデルが提唱されている。なお、古村(1995)は堆積層内で反射し回折した地震波が、神戸地域で木造家屋を倒壊させやすい周期約1秒のパルス（キラーパルス）となり倒壊被害が拡大したと分析している。

## 余震
兵庫県南部地震の余震域は、断層に沿って全長50〜60kmにわたり、概ね北東-南西方向に分布した。
最大余震は、本震から約2時間後の1月17日7時38分に兵庫県南東部（北緯34度47.2分 東経135度26.5分 / 北緯34.7867度 東経135.4417度）で起こったM5.4の地震で、奈良で震度4の中震を観測した。
余震の推移を見ると震度0の無感以上の地震が本震以後の1995年で2,360回、1996年と1997年がともに100回台と次第に回数が減少し、規模も小さくなっている。

## 前兆現象
後の研究より幾つかの前兆現象が発生していたことが報告されている。

### 広域歪みの変動
京都大学防災研究所らの観測によれば、1989年終盤から1995年にかけて近畿地方の広域に「急激な圧縮から伸びに転じる」地殻歪み変化が生じていた。この歪みの変化はプレート運動に起因し、急激な変動により兵庫県南部地震が誘発されたと分析している。

### 地震空白域と静穏化
第3種地震空白域として、一部の研究者により発生位置は予測されていた。また後年のデータ解析により、1992年後半から北摂・丹波山地全体で静穏化現象も生じていた事が判明した。

### 猪名川群発地震
「1994年11月9日以降、兵庫県猪名川町付近で有感の微震が断続的に発生した一連の活動が、前兆であった可能性が高い」とする研究がある一方、「兵庫県猪名川町と本震の震源が40km以上離れており無関係である」とする指摘がある。

### 前震
本震前日の1月16日の18時28分、明石海峡付近を震源とするM3.3の地震が発生し神戸で震度1の微震を観測したのを始まりに16日中に計4回の小さな地震（M3 - 1.5）が観測された。これは大方のところ、翌日の大地震の前震だったと見られている。しかし当時も含め現在、前震から大地震の発生を予測するのは困難であるとされる。
これは無数にある地震のパターンからどのようなものが前震であるかいまだに見つけられていないことや、前震を捕らえるためには特定の地域を精密に長期的に観測し続けることが必要なことなどが理由として挙げられる。ただ前震と本震との関連性やパターンが明らかになれば大地震の予知につながるものだとされ、研究が行われている。

### 宏観異常現象
地震の数日前から直前に至るまでの間に、関西地方を中心として様々な異常現象が見られたという一部の人からの報告がある。異常現象の例として、地下水位（井戸）の水位異常、「地震雲」をはじめに謎の夜間発光現象の目撃情報、ミミズや昆虫の異常大量発生、動物の異常な行動、携帯電話などの電波を用いる機器の異常、太陽・月の光などの異常などである。
神戸新聞社のビルの地下においても異変が確認されており、「井戸水が濁っていた」と同社の社員が言っている。
これらは、宏観異常現象として将来の地震予知に役立つのではないかと考えられている。それらの証言・情報を収集し研究する研究者もいるものの検証不足などが指摘されており、疑似科学程度に過ぎないとされているものが多い。しかしながら地震発生約10年前の1984年から神戸薬科大学において記録が残っている大気中のラドン濃度の異常や地下水位および水中ラドン濃度の変化など、ある程度の有意性が認められているものもある。

## 地震後の制度見直し
本地震では、震度観測・発表は様々な課題を残すことになり、翌1996年の震度階級改正、観測点増設の契機となった。

### 震度7の速報化
地震発生当初は、神戸市および洲本市の震度6が最大震度とされていた。地震3分後の地震速報で震度の情報がテレビのニュースで報道されたのは、「震度5：京都、彦根、豊岡、震度4：岐阜…大阪…」などであり、速報では震度6は報道されなかった。6時4分に「確実な情報ではない」と断った上で「神戸震度6」が報道された。気象庁が正式に神戸震度6と発表したのは6時18分であった。これは当時既に気象官署の震度は機械計測で、「アデス（ADESS）」（気象資料自動編集中継装置）という専用回線で気象庁に送られる仕組みであったが、神戸海洋気象台（神戸中央区中山手）から大阪管区気象台間の回線にトラブルが生じて伝わらなかったためであった。また、夜間無人である洲本測候所（洲本市小路谷）では地震によって震度計が壊れてしまい、地震後に駆けつけた職員が状況から震度6と判定し、気象庁が「洲本震度6」と発表したのは7時29分であった。
本地震は、1948年の福井地震を契機として1949年に震度7が創設されて8段階になった震度で初めて震度7を適用、後述する翌年10月からの新震度移行により「烈震」や「激震」などの別名が廃止されたため日本の地震史上最初で最後の「激震」と呼ばれる地震となった。だが、当時は震度7を速報できる体制にはなかった。当時の震度が震度6までは各地の震度計の測定情報を基にした速報体制が敷かれていたものの震度7については倒壊家屋の割合が3割を超えることが基準であったため、後の現地調査によって判定されていたことによる。そのため、気象庁が正式に震度7と判定された地域を発表したのは地震から半月以上経った2月7日である。このため、地震発生や震度などのより早い情報提供を求める声も高まっていた。
これを踏まえ、1996年4月1日から震度7も含めて全ての震度を計測震度として速報が可能な体制に変更された。

### 震度階級の改定
震度5、震度6など、同じ震度であっても被害の程度には、かなりの差があることが指摘されていた。例えば、本地震の神戸海洋気象台の震度6（計測震度6.4）と、約3週間前に起こった三陸はるか沖地震の八戸測候所の震度6（計測震度5.6）では、同じ震度6でも被害の程度には広い幅があるとの指摘があった。
こういった反省を踏まえて1995年3月1日には気象庁が発表する地震情報を改編し、地震速報（震度3以上の地域名）・津波予報（津波の到達地域と高さ）・津波情報（津波到達予想時刻、観測時刻、観測波高）・地震情報（震源位置・規模・震度3以上の地域名）・各地の震度に関する情報（震源位置、規模、震度1以上の観測点）の5段階の体制となった。1996年10月1日から震度5と震度6をそれぞれ「弱」と「強」に分け、震度7についても震度計を使った10段階による測定に移行し、「烈震」や「激震」などと言った別名を廃止した。

### 震度観測点の増設
大阪での震度が4で、大阪よりも震源から遠い京都が5となっている。当時、気象庁が大阪府内に設置していた震度観測点は大阪管区気象台（大阪中央区大手前）の一か所だけで、震度計は上町台地の固い地盤に設置されていたため計測震度が4となっている。しかし、これが大阪市、あるいは大阪府全体の震度を代表しているわけではなかった。日本道路公団が阪神高速11号池田線の建設現場に設置した震度計が震度7、北大阪急行電鉄が桃山台駅に設置した震度計が震度6を観測している。また、地震後の気象庁の地震機動観測班による現地調査では大阪市西淀川区佃、豊中市庄本町、池田市住吉と、大阪府内にも震度6と判定される地域があった。関西地震観測研究協議会が大阪府各地で行っていた地震観測の記録を気象庁の計測震度を求める方法に倣い算出した震度は、信貴山の震度4（計測震度3.6）を除き何れも計測震度4.5-5.4（震度5弱-5強）となる。例えば大阪市福島区吉野町では震度5強（計測震度5.4）である。また、大阪管区気象台の記録を今日の計測震度の算出方法に倣って計算し直すと、計測震度4.54-4.55（震度5弱）になるという。
「神戸震度6」も神戸海洋気象台（神戸中央区中山手）の計測震度が6(6.4)であったのであり、これが神戸市全体の震度を代表するものではなかった。当時の震源域付近の気象庁による震度観測点は大阪、神戸、洲本、姫路、加西と少なく、被害の甚大な芦屋市、西宮市、伊丹市、宝塚市などの阪神間の都市には気象庁の計測震度計が設置されておらず、震度が判らなかったという問題もあった。
本地震発生時の気象庁の震度観測点は、気象官署157ヶ所に加え、1993年北海道南西沖地震を機に設置された津波地震早期検知網の震度観測点を合わせて302ヶ所であった。しかし、震度速報に用いられたのは従来の気象官署だけであった。
これを踏まえ、改善策として従来気象官署・津波地震早期検知網に限られていた震度観測点を、1996年には気象庁606か所に増強し、1997年11月10日から2003年3月10日にかけて、地方公共団体2,800ヶ所余（都道府県・市町村・その他の行政機関）に設置された計測震度計も順次、気象庁の震度情報の発表に活用されることになった。さらに本地震では観測所の絶対数の不足から十分な強震記録が得られなかったため、1996年6月3日から、防災科学技術研究所の強震観測網において1,000点余りの観測点の運用が始まった。この防災科学技術研究所のK-NETの計測機器更新を機に、2004年5月26日から順次K-NET震度観測点のデータを気象庁の情報発表に活用することとなり、2020年2月の時点では、気象庁668ヶ所、地方公共団体2,910ヶ所、防災科学技術研究所792ヶ所と、合計4,370か所となった。